# Bestune T55
Bestune T55 – samochód osobowy typu SUV klasy kompaktowej produkowany pod chińską marką Bestune od 2021 roku.

## Historia i opis modelu

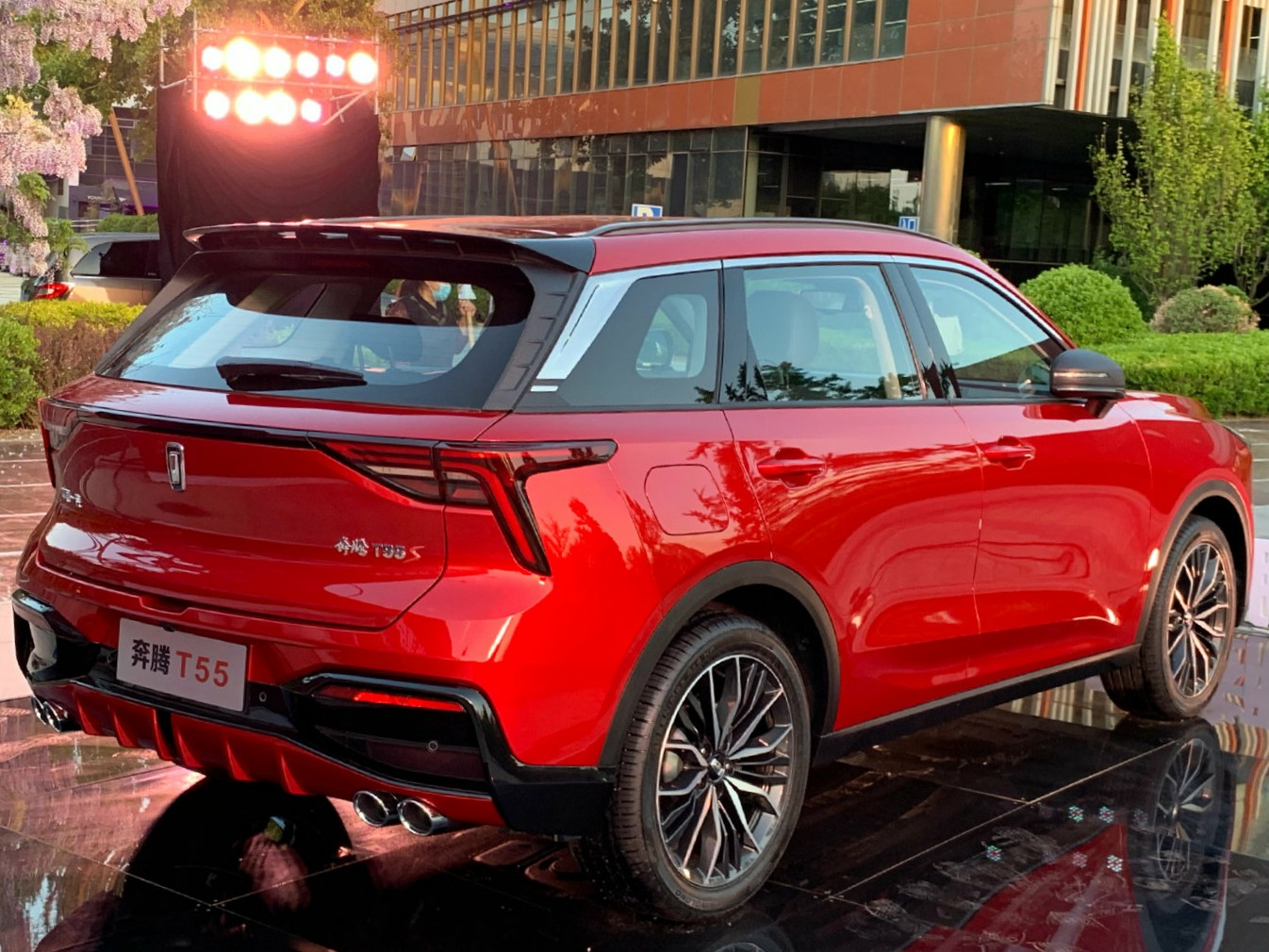
Bestune T55 – tył

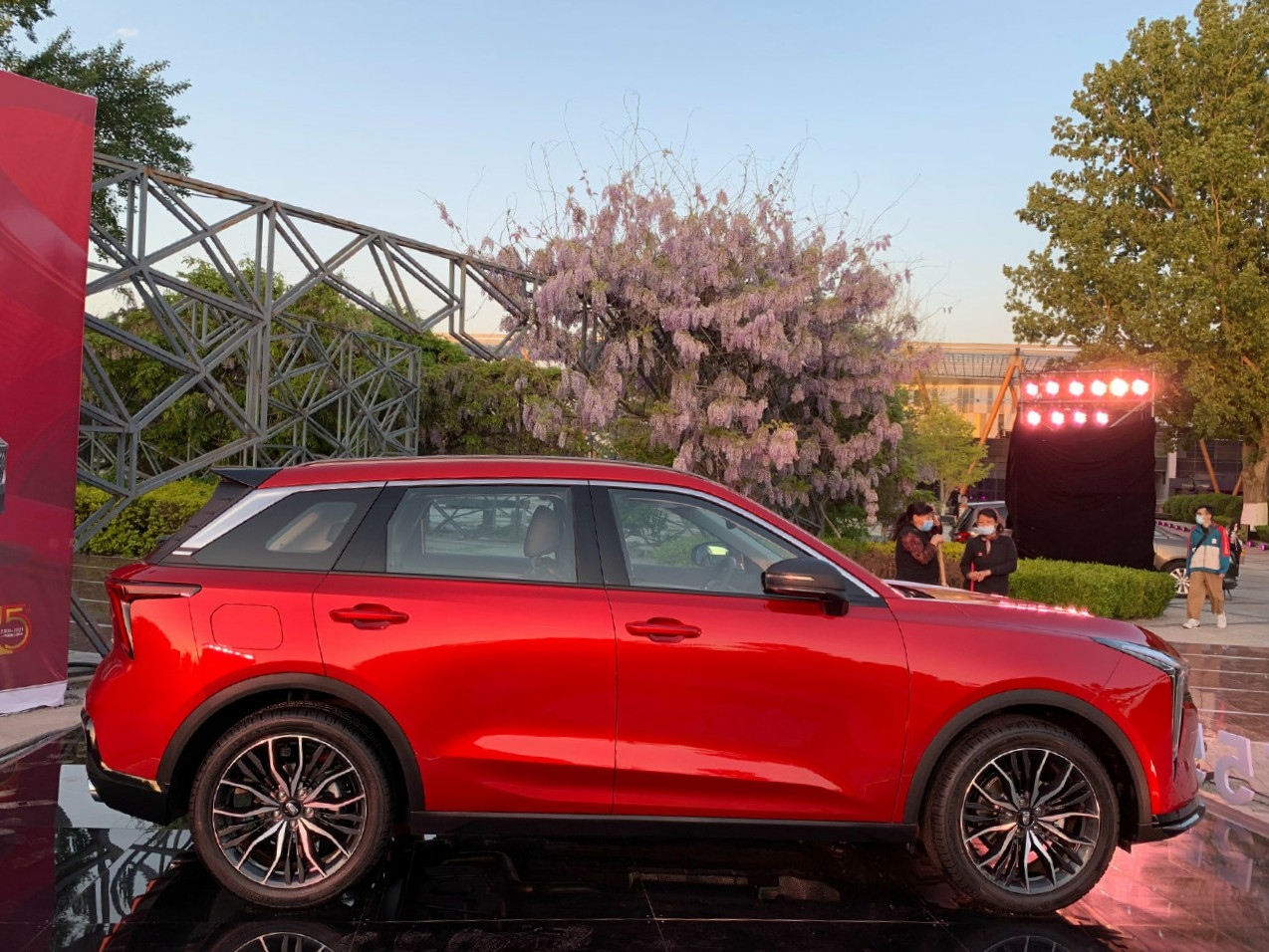
Bestune T55 – sylwetka

W listopadzie 2020 roku pojawiły się w interencie pierwsze zdjęcia nowego modelu Bestune T55 w formie kompaktowego SUV-a jako uzupełnienie luki między mniejszym T33 a T77. W styczniu 2021 zadebiutował produkcyjny model będący kolejnym elementem zapoczątkowanej w 2018 roku ofensywy modelowej powstałej wówczas nowej marki Bestune chińskiego koncernu FAW Group.
Pod kątem stylistycznym Bestune T55 zostało upodobnione do przedstawionej przed rokiem limuzyny B70, przejmując po niej charakterystyczny rozległy przedni wlot powietrza i trójramienne reflektory wykonane w technologii LED, a także platformę FMA koncernu FAW Group.
Estetyka kabiny pasażerskiej została utrzymana we wzornictwie tożsamą z pozostałymi modelami w ofercie Bestune, charakteryzując się dwoma wyświetlaczami połączonymi pasem lakieru fortepianowego, a także opcjonalną ładowarką indukcyjną i elektrycznie sterowaną roletą okna dachowego.

### Sprzedaż
Początek sprzedaży Bestune T55 zaplanowano na wewnętrznym rynku chińskim wiosną 2021 roku, a ponadto pojazd planuje rozpocząć sprzedaż pojazdu w Rosji.

### Silnik
- L4 1.2l Turbo
- L4 1.5l Turbo